# Alois Hitler Jr
Alois Hitler Jr, (född Matzelberger), född 13 januari 1882 i Vorarlberg i Österrike-Ungern, död 20 maj 1956 i Hamburg i Västtyskland, var halvbror med Adolf Hitler. Han var son till Alois Hitler och Franziska "Fanni" Matzelberger (1861–1884). Vid tiden för hans födelse var fadern gift med Anna Glass och därför gavs han samma efternamn som modern. När Alois Sr blev änkling 1883 gifte han sig med Fanni Matzelberger. Han var bror till Angela Hammitzsch och halvbror till Paula Wolf.
Vid 14-års ålder lämnade Alois hemmet sedan han fått nog av sin tyranniske fars misshandel. Alois återsåg aldrig mer sin far. 1905 flyttade han till Storbritannien där han sedan gifte sig med Bridget Dowling med vilken han fick sonen William Patrick Hitler. Alois övergav emellertid sin familj och flyttade till Tyskland 1914. Han gifte om sig med Hedwig Mickley vilket ledde till åtal för bigami eftersom han inte skilt sig från Dowling dessförinnan. Alois fick med Hedwig Mickley sonen Heinz Hitler (1920–1942).
I Berlin öppnade makarna Hitler en restaurang i början av 1930-talet.  Vid krigsslutet 1945 greps Alois Hitler av brittiska soldater men släpptes då de insåg att han inte hade något att göra med sin bror eller hans regim. Efter kriget ändrade Alois, hans maka och son efternamn till Hiller.